# Vertical Horizon
Vertical Horizon is een Amerikaanse alternatieve-rockband uit Washington. De band was bekend aan het eind van de jaren negentig en in het begin van deze eeuw. Populaire hits zijn "You're a God" en "Everything You Want". Hun laatst uitgekomen album is The Lost Mile dat in 2018 uitgekomen is.

## Geschiedenis
Vertical Horizon werd in 1990 opgericht door Matthew Scannell en Keith Kane laatstejaars aan de Georgetown University. Na hun afstuderen in 1991 verhuisde het duo naar Boston en in 1992 kwam hun zelf geproduceerde debuutalbum There and Back Again uit. Het album werd in een paar dagen opgenomen in Scannells voormalige middelbare school. Scannell en Kane bespeelden alle instrumenten die op het album voorkomen, ondanks dat ze allebei voornamelijk gitaar speelden. Ook schreven ze beiden aan de tekst van de liedjes en zongen ze de nummers samen.
Scannell en Kane toerden daarna een aantal jaar, veelal met soortgelijke bands zoals Jackopierce. In 1995, waren ze weer klaar voor het opnemen van een nieuw album. Het resultaat, Running on Ice, bestond weer uit de gitaarspelende en zingende Scannell en Kane, maar met bijdragen van andere muzikanten voor de andere instrumenten. Gasten waren onder anderen Doug Derryberry, Jackopierce en Carter Beauford (van Dave Matthews Band) als drummer. Twee nummers ("Wash Away" en "The Man who would be Santa") werden gebruikt op de tweede Aware Records Compilatie.
In 1996 begonnen Scannell en Kane weer te toeren, nu samen met Ed Toth als drummer en Ryan Fisher als basgitarist. Een livealbum, Live Stages, kwam aan het eind van het jaar uit, in dit album werd meer de nadruk gelegd op de elektrische gitaar. Tegen deze tijd ging de band ook op zoek naar een contract met een grote platenmaatschappij. Hun wens kwam uit, ze tekenden een contract met Sony BMG Music Entertainment/RCA Records.
Fisher had nooit de bedoeling gehad om permanent bij de band te blijven en stopte daarom halverwege 1997. Seth Horan nam zijn taak voor de rest van dat jaar over, en in 1998 hielden Scannell, Kane en Toth audities voor de nieuwe bassist. Hun eerste kandidaat was Sean Hurley en iedereen mocht hem gelijk. Er waren nog een heleboel andere audities, maar uiteindelijk kwamen ze toch weer terug bij Hurley, hij werd officieel lid van Vertical Horizon.
De bands eerste poging bij RCA was Everything You Want in 1999 (met producenten Ben Grosse, Mark Endert en David Bendeth) (RCA bracht de drie eerdere albums ook opnieuw uit, met een nieuwe hoes.). De eerste single, "We Are", had niet zo veel effect. De tweede single, "Everything You Want", kwam bovenaan de hitlijsten terecht, het werd een van de meest gedraaide nummers in 2000. De derde single, "You're a God", deed het ook erg goed en kwam uit als een liveoptreden op het liefdadigheidsalbum Live in the X Lounge III. Het wordt ook gebruikt in de film Bruce Almighty. De vierde single, "Best I Ever Had (Grey Sky Morning)", werd gematigd ontvangen. Een cover van het nummer door Gary allan werd in 2005 een top 10 country hit.
De band, die na 1999 constant aan het toeren was, ging hiermee door tot eind 2001. Toen namen ze een pauze en gingen terug de studio in voor de opnames voor hun volgende album. Ze hoopten dat dit snel genoeg uit kwam om nog mee te kunnen varen op de grote populariteit van Everything You Want.
Management veranderingen bij RCA werkten dit echter tegen. Hoewel het album Go, in september 2002 uit had moeten komen, kwam het album pas een jaar te laat, in september 2003 uit. Een grote tour startte in augustus, die het publiek moest voorbereiden op de uitkomst van het album. De eerste single "I'm Still Here", werd gemiddeld ontvangen maar zakte weer snel uit de hitlijsten.
In het midden van 2004, beëindigde de band het contract met RCA. Een nieuw contract met Hybrid Recordings werd getekend in 2005. Er werden plannen gemaakt voor een nieuwe release van Go in de zomer van dat jaar, inclusief een nieuw bonusnummer, "Better When You're Not There". Het nummer "Forever" werd voordat het album uitkwam naar verschillende radio stations gestuurd. De interesse voor het album steeg, onder de oude en nieuwe fans.
In juli 2005 werd bekendgemaakt dat drummer Ed Toth de band verliet. Tegenwoordig speelt hij met de Doobie Brothers. Tijdelijke vervangers waren Craig McIntyre, een goede vriend van de bandleden en Blair Sinta.
Op 8 oktober 2008 lekt het nieuwe album Burning The Days uit via internet. Dit veroorzaakt grote vreugde bij de fans die meer dan vijf jaar moesten wachten op een nieuw album. De gelekte nummers worden allemaal gezongen door Scannell en bestaan naast het al langer circulerende Save Me From Myself uit de volgende nummers: All Been Said And Done, Afterglow, Carrying On, Back To You, Here, Before The Letdown, Lucky One, Losing Ground, Welcome To The Bottom en Even Now.
Opvallend is dat het nieuwe album geen nummers van Kane lijkt te bevatten. Dit is tegen de verwachting en eerdere mededelingen van de band in. "Even Now" is een song dat is geschreven door Scannell samen met Rush-drummer Neil Peart. Die daarnaast ook drumt in dit nummer, plus in "Save Me from Myself" en "Welcome to the Bottom".

## Huidige leden
- Matt Scannell
- Ron LaVella
- Donovan White - gitaar
- Jeffrey Jarvis

## Voormalige leden
- Ed Toth (1996-2005)
- Sean Hurley (1998-2008)
- Keith Kane (1990-2010)
- Jason Sutter (2009-2010)
- Corey McCormick (2009-2010)
- Eric Holden (2009-2011)
- Jason Orme
- Cedric LeMoyne
- Steve Fekete
- Jenn Oberle

## Verschenen in
Verschillende nummers van Vertical Horizon zijn gebruikt als soundtracks van populaire televisieprogramma's. Het nummer "Everything You Want" werd afgespeeld in het drama Roswell, "Finding Me" verscheen in Buffy the Vampire Slayers vijfde seizoen en "Echo" werd gebruik in One Tree Hill. "Goodbye Again" werd afgespeeld in het drama Smallville en "You're a God" en "Give You Back" werden allebei gebruikt in de eerste aflevering van Alias. "We are" werd in alle seizoenen van de Nederlandse realitysoap Het Blok gebruikt onder de vooruit- en terugblikken in het programma.
"You're a God" verscheen ook in de film Bruce Almighty. "Give You Back" werd gebruikt in 2001 in de race-autofilm Driven van Sylvester Stallone. Een instrumentale versie van het nummer "Everything You Want" werd afgespeeld als intro voor Iron Jawed Angels. Het nummer "Heart in Hand" werd gebruikt in the soundtrack van de film The New Guy.
Verschillende nummers van Vertical Horizon (onder andere "Send it Up") werden gebruikt door het radioduo Scharpling and Wurster in een live komediesketch op WFMU in 2002, als voorbeelden van nummers geschreven door "Cory Harris", de leider van een fictieve, stereotiepe, saaie, goedbetaalde altrockband, "Mother 13". De nummers werden later tijdens de commerciële release van de sketch vervangen.

## Discografie
- There and Back Again (1992)
- Running on Ice (1995)
- Live Stages (1997)
- Everything You Want (1999)
- Go (2003)
- Go 2.0 (heruitgave 2005)
- Burning the Days (2009)
- Echoes from the Underground (2013)
- The Lost Mile (2018)